# Падруд
Падруд (тадж. Падруд — прощание (тадж.), место вдоль реки) — посёлок в Пенджикентском районе Согдийской области Таджикистана
Административно входит в состав сельской общины (джамоат) Шинг. Население — 600 человек.
Расстояние от посёлка до центра г Пенджикент, составляет 58 км, до Душанбе 310 км.
Географически расположен в семи километрах от озера Азорчашма между озёрами Нофин (с севера) и Хурдак (с юга), вдоль небольшой реки Холоничистон.